# Kościół św. Karola Boromeusza w Poznaniu
Kościół św. Karola Boromeusza w Poznaniu – katolicki kościół parafialny położony na poznańskich Winogradach (Osiedle Pod Lipami - Park Kosynierów), w pobliżu skrzyżowania ulic Słowiańskiej i Naramowickiej.

## Historia

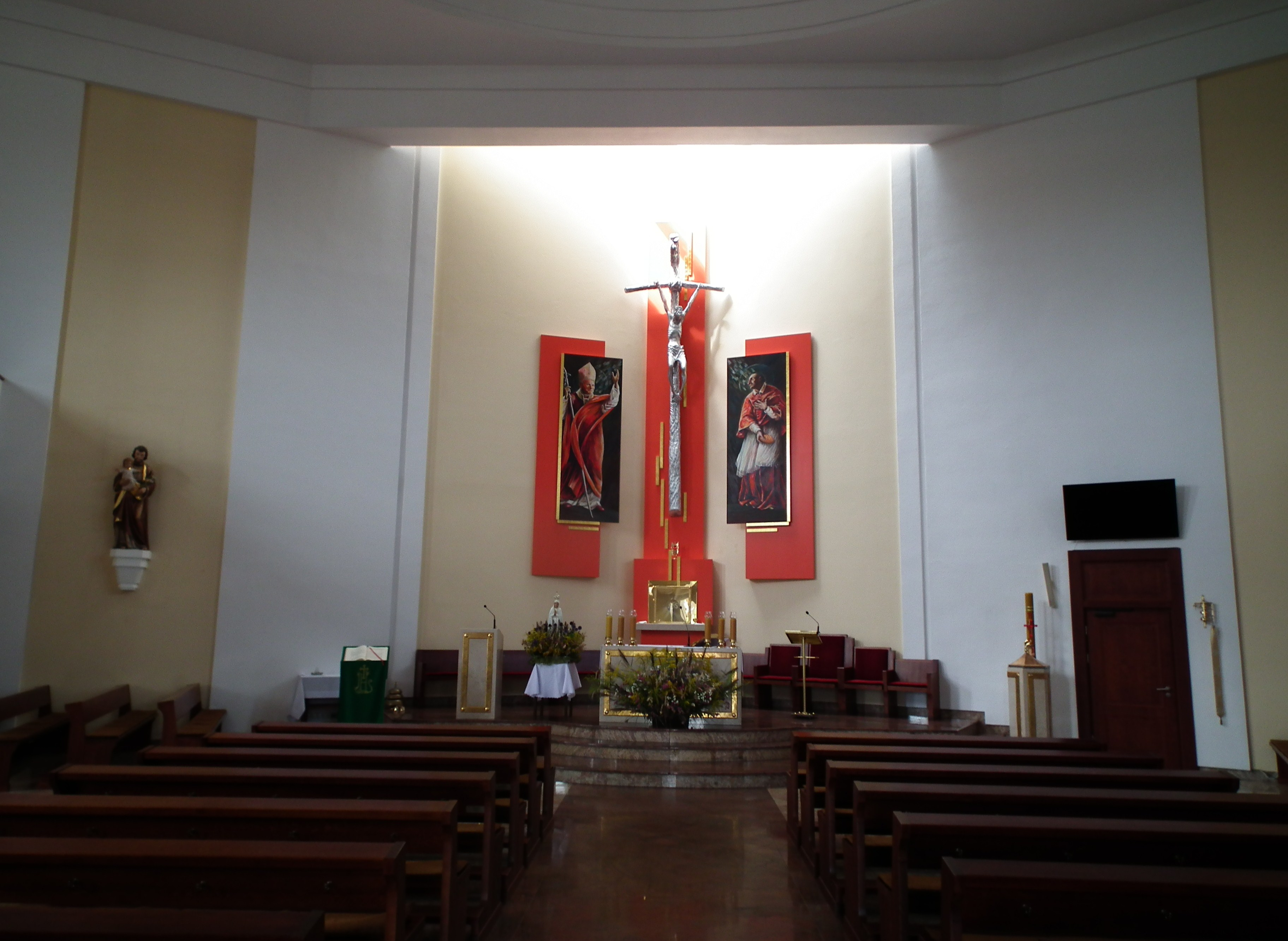
Ołtarz główny

Parafia została w 2007 roku wydzielona z salezjańskiej parafii pw. św. Jana Bosko zgodnie z dekretem arcybiskupa metropolity poznańskiego Stanisława Gądeckiego. W kwietniu tego samego roku postawiono kaplicę tymczasową przy skrzyżowaniu ulic Naramowickiej i Słowiańskiej, poświęconą 1 kwietnia 2007 przez arcybiskupa Stanisława Gądeckiego. 27 kwietnia 2008 roku rozpoczęto budowę docelowej kaplicy i domu parafialnego w Parku Kosynierów. 24 grudnia tego roku w budowanej jeszcze kaplicy odbyła się już pierwsza msza (pasterka), w której uczestniczył biskup Zdzisław Fortuniak. Budowa kaplicy zakończyła się w kwietniu 2009 i 17 kwietnia - w Wielki Wtorek - została poświęcona przez arcybiskupa Stanisława Gądeckiego. Od tego dnia wszystkie msze odbywały się już w nowej kaplicy, zamiast - jak dotychczas - w betlejemce. Następnie zostały oddane do użytku także kancelaria parafialna, zakrystia oraz salka ministrancka. 22 października arcybiskup Gądecki poświęcił obecny kościół (na 500 osób), który wznoszony był od 2010 (kamień węgielny z Ziemi Świętej wmurował abp Gądecki 4 listopada 2010). Stanowi on wotum wdzięczności archidiecezji poznańskiej za pontyfikat św. Jana Pawła II. W 2011 w świątyni umieszczono relikwię - ampułkę z krwią Jana Pawła II.